# Danmarks historie (1848-1901)
 For alternative betydninger, se Danmarks historie (flertydig). (Se også artikler, som begynder med Danmarks historie)
Danmarks historie (1848-1901) indrammes af to begivenheder, der var af stor betydning for demokratiet i Danmark.
I 1849-49 udformedes Danmarks Riges Grundlov og afsluttede 188 års enevælde. Mod periodens slutning indtraf systemskiftet, hvor kongen, Christian 9., tiltrådte den parlamentariske sædvane, at regeringsmagten ikke kan baseres på et mindretal i Folketinget.
I den mellemliggende periode var landet i krig mod den tyske bevægelse i hertugdømmerne Slesvig og Holsten og Kongeriget Preussen. Danskerne ønskede at inddrage Slesvig i kongeriget, hvorimod tyskerne ville inddrage Slesvig i det tyske forbund og forene de to hertugdømmer under tysk forfatning. De to dansk-tyske krige var Treårskrigen og 2. Slesvigske Krig. I den sidste mistede Danmark Slesvig, Holsten og Lauenburg. I denne tid opstod bl.a. andelsbevægelsen, hvor mange gik sammen om større projekter. Også industrialiseringen vandt indpas i byerne såvel som på landet. Det betød, at mange landarbejdere søgte mod byerne eller til Amerika.

## Treårskrigen og Junigrundloven
De nationale og liberale strømninger voksede sig kraftige i Danmark. Borgerskabet blev stadigt mere talrigt, og det forlangte del i regeringsmagten. Under indtryk af revolutionerne ude i Europa i 1848 gav Frederik 7. efter og iværksatte arbejdet med en ny forfatning. Danmarks Riges Grundlov blev underskrevet af kongen til ikrafttrædelse den 5. juni 1849. Enevælden blev afløst af et konstitutionelt monarki med magtdeling. Den lovgivende magt lå hos en rigsdag med to kamre: Folketinget, som de fleste mænd over 30 år havde stemmeret til, og Landstinget, som blev valgt indirekte af de folketingsvælgerne, der var over (40 år), som betalte skat eller havde formue. Den udøvende magt lå hos kongen og regeringen i fællesskab. Den dømmende magts uafhængighed blev garanteret ved, at dommerne blev sikret mod afskedigelse.
Riget bestod af fem dele: Kongeriget Danmark, hertugdømmerne Slesvig (et dansk len), Holsten og Lauenborg (tyske len) samt de nordatlantiske øer. I løbet af det 18. og især i det 19. århundrede vænnede alle sig til at betragte kongeriget og hertugdømmerne som ét land (helstaten), mens de nordatlantiske besiddelser blev betragtet som kolonier. Det tyske flertal i hertugdømmerne var utilfreds med helstaten, og den tysksindede nationalliberale strømning krævede uafhængighed af Danmark og Slesvigs optagelse i det tyske forbund. I Slesvig eller Sønderjylland boede både dansk- og tysksindene. De tysksindede henviste til Ribebrevet fra 1460, hvor der står, at de to hertugdømmer skulle forblive udelt (dat se blieven tosamende up ewich ungedeelt). De dansksindede henviste til Slesvigs lensforbindelse med Danmark og til Ejdergrænsen, som havde været grænse mellem danskerne og tyskerne siden 811. Tyske og danske nationalliberale stod uforsonlige over for hinanden. Det udløste Treårskrigen (den 1. Slesvigske krig), som endte med status quo, efter at Storbritannien havde mæglet.

### En europæisk nødvendighed
Efter Danmark og Preussen havde sluttet fred i Berlin gik de europæiske stormagter England, Frankrig, Rusland og Sverige sammen og lavede London-protokollen der blev undertegnet 2. august 1850. Aftalen fastslog at den danske helstat skulle genoprettes for at opretholde den europæiske ligevægt og fred.
Danskerne overtog atter magten i hele Slesvig, efter afslutningen af det slesvig-holstenske oprør. Da junigrundloven ikke gjaldt her indsatte man i stedet en enevældig regeringskommission under ledelse af den dansksindede slesviger F. Tillisch, der ønskede en gendanskning af Slesvig. Som led i en sprogforordning for Mellemslesvig blev dansk det vigtigste skolesprog i 50 sogne mellem Flensborg i nord og Slesvig by i syd. Desuden blev der i kirkerne skiftevis prædiket på dansk og tysk og tysktalende lærer og præster blev mange steder udskiftet med danske. Dette huede ikke stormagterne og i juli 1851 forlangte Rusland at Tillisch, der nu var minister for Slesvig, sammen med en række andre nationalsindede ministre blev afskediget. Den danske premierminister Moltke bøjede sig for kravene og omdannede sin regering og i oktober 1851 blev C.A. Bluhme udnævnt til udenrigsminister. Han troede på helstatspolitikken og fik omkring årsskiftet indgået aftaler med Preussen og Østrig. Aftalerne af 1851 og 1852 blev bestemmende for Danmarks politik frem til krigen i 1864 og bestemte at helstaten skulle have en ny grundlov, der skulle være mere konservativ end junigrundloven. Desuden måtte Slesvig ikke indlemmes i Danmark og til gengæld skulle Slesvig og Holsten holdes adskilt, og alle fælles organer i hertugdømmerne blev afskaffet og det danske monarki skulle fremover bestå af fire uafhængige enheder: Danmark, Slesvig, Holsten og Lauenburg. Som et led i aftalerne dannede Bluhme i starten af 1852 en ny helstatsvenlig regering med sig selv i spidsen. Det hele kulminerede i de europæiske stormagters undertegnelse af Londontraktaten 8. maj 1852, der ordnede monarkiets arvefølge således at prins Christian af Glücksborg blev anerkendt som efterfølger til Frederik 7. De nationalliberale gik imod denne aftale og Bluhme måtte i januar 1853 opløse rigsdagen og udskrive valg omkring ændringen, men opnåede ikke de nødvendige antal mandater og overdrog regeringsmagten til A.S. Ørsted, som efter endnu et valg fik vedtaget både tronfølgeloven og en ny fælles toldlov for Danmark og hertugdømmerne.

## Landbrugsreformer
Indenrigsminister P.G. Bang nedsatte i 1849 en landbokommission, der fik gennemført en del love, som stillede godsejere og bønder mere lige mht. ting som beskatning, offentlige kørsler og vejarbejde. Korntiende blev gjort til en pengeafgift og hoveripligten kunne også, hvis en tredjedel af bønderne ved et gods ønskede det, blive omdannet til en pengeafgift. Kommissionen kunne dog ikke nå til enighed om en fæsteafløsningslov og denne proces blev gennemført uden om Rigsdagen ved lokale aftaler mellem godsejerne og bønderne, godt hjulpet på vej af, bl.a. ved oprettelsen af Jyllands og Østifternes kreditforeninger, der blev oprettet i 1851.

## Danmarks infrastruktur opbygges
Efter Grundloven og Treårskigen kom der for alvor gang i udvikling og industrialisering i Danmark. Indenrigsministeren P.G. Bang nedsatte i 1849 en landbokommission, der gennemførte en række love om bl.a. skat og vejbyggeri. Rundt omkring i landet opstod lokale kreditforeninger og mange lokale foretagender. Sidenhen kom lokale sparekasser.
I 1847 åbnede den første jernbane i kongeriget: mellem København og Roskilde. Treårskrigen havde sat en stopper for yderligere jernbanebyggeri, og efter krigen var der frygt for, at en jernbane i Jylland ville orientere handlen i Vestdanmark mod Tyskland. Derfor udbygges jernbanenettet på Sjælland. I 1856 åbnede strækningen mellem Roskilde og Korsør. I 1860'erne og 1870'erne blomstrede jernbanebyggeriet, nu også i Jylland, og omkring 1875 havde landet et veludbygget jernbanenet.
København mærkede også de nye tider: Infrastrukturen gav større mulighed for mobilitet i befolkningen, og da Grundloven havde affødt en række andre love som næringsfrihedsloven og høkerloven, opstod der en urbanisering, der betød en kraftigt voksende befolkning i hovedstaden. I 1856 blev den gamle Nørreport nedrevet, og året efter blev de tre resterende byporte også revet ned. Pengene til de store byggeprojekter, der igangsattes i København, fik byen fra de europæiske søfartsnationer, der i 1857 betalte et enormt engangsbeløb til Danmark mod afskaffelsen af Øresundstolden.
I Jylland blev der set med en del skepsis på, hvordan landet blev transformeret som følge af de nye tider. Den jyske hede blev symbolet på, hvorledes naturen blev trængt i baggrunden af menneskets frembrusen. Blandt de fremmeste kritikere var Blicher, H.C. Andersen og Enrico Dalgas, der i 1866 tog initiativ til Hedeselskabet, der begyndte en systematisk tilplantning af den jyske hede, for netop at bevare den.
Religiøse kredse var kritiske over for de nye tider. Ikke alle fandt, at den danske folkekirke modstod dem godt nok, og en række religiøse bevægelser fik stor fremgang i midten af 1800-tallet bl.a. baptisterne, mormonerne og metodisterne. For at modstå ”Stormløbet fra Sekterne” oprettedes Foreningen for den Indre Mission i 1853 med det formål i folkekirken at skabe et religiøst alternativ til sekterne.

## Problemet med den danske arvefølge
Den danske konge Frederik 7., der var af den oldenborgske linje, havde ingen legitime børn og dermed ingen arving til tronen. Heller ikke kongens fætter, Arveprins Ferdinand havde børn. Det skabte et problem for arvefølgen i Danmark. Den oldenborgske linje havde siddet på tronen siden 1448.
Den russiske zar, Nikolaj 1., forslog derfor i 1851, at gøre Hertug Vilhelm af Glücksborgs søn Christian til ny tronarving. Årsagen til forslaget af Christian var, at han langt ude nedstammede fra Christian 3. og var gift med Christian 8.s niece Louise af Hessen-Kassel. De andre stormagter bifaldt dette valg, og i 1853 blev der vedtaget en lov i Danmark om at gøre Christian til ny tronarving.
Allerede i det åbne brev i juli 1846 bekendtgjorde Christian 8., at Kongelovens arvefølge var både mandlig og kvindelig og gældende også for hertugdømmet Slesvig (som var et dansk len). Denne beslutning var vendt mod tyskernes argumentation for, at den tyske saliske lov, som kun tillod mandlig arvefølge, skulle gælde både i Holsten og Slesvig. Tyskerne ville gerne se den tysksindede Christian-August af Augustenborg som hertug i Slesvig og Holsten.

## 2. Slesvigske krig
Spørgsmålet om Slesvig og Holstens tilhørsforhold var endnu uløst ved afslutningen på Treårskrigen. Det betød meget for stormagterne at bevare status quo, men det var hverken i Tysklands eller Danmarks interesse, så efter tyske protester ophævede det tyske forbund i 1858 helstatsforfatningen i hertugdømmerne Holsten og Lauenborg. De Nationalliberale i Danmark fik derefter igen indflydelse, og debatten om Slesvigs status fortsatte. I november 1863 kort efter Christian 9.s tronbestigelse indførtes den såkaldte novemberforfatning. Dens formål var at knytte Slesvig nærmere til Danmark. Dermed brød Danmark Londontraktakten fra 1852. Preussen og Østrig krævede med Otto von Bismarck i spidsen novemberforfatningens tilbagetagelse. Da den danske regering nægtede, gik preussiske tropper 1. februar 1864 over Ejderen og besatte i årets løb hele Jylland (2. Slesvigske Krig).
Forhandlingerne om en deling af Slesvig brød sammen. Danmark tabte krigen og måtte afstå begge hertugdømmer til fælles preussisk og østrigsk administration. Efter krigen mellem Preussen og Østrig i 1866 kom områderne under rent preussisk styre. Efter folkeafstemmningen 1920 i Sønderjylland kom Nordslesvig tilbage til Danmark, mens Sydslesvig forblev ved Tyskland.

## Danmark efter 1864
Krigen i 1864 var dårligt nok afsluttet, før Orla Lehmann begyndte at tale om muligheden af en ’’3. Slesvigske krig’’. Lehmann håbede i særdeleshed på, at Frankrig ville komme i konflikt med Preussen
. Da Preussen i 1866 kom i konflikt med Østrig tilbød Danmark Bismarck en alliance, hvilket han afslog. I stedet blev Slesvig og Holsten i 1867 officielt indlemmet i den nye tyske føderation.
I 1870 kom Lehmanns ventede opgør mellem Tyskland og Frankrig. Napoleon 3. forsøgte ivrigt at få Danmark med i en alliance, og folkestemningen i Danmark ønskede den også i håb om at genvinde hertugdømmerne. Den danske udenrigsminister Peter Vedel var dog af en anden holdning; han var af den klare overbevisning, at Bismarcks hær ville udslette Napoleon 3’s. Han meddelte derfor franskmændene, at en alliance først vill komme på tale, når Frankrig havde haft betydelige sejre i slag mod Bismarck. Kort efter faldt Sedan og Napoleon 3. blev taget til fange. Frankrig tabte krigen, og Danmark tabte ethvert håb om en generhvervelse af hertugdømmerne.

### Nationalstat og forfatningskamp
Tabet var et hårdt slag for den danske nationalfølelse, og det krævede eftertanke og omstilling at finde frem til en ny selvforståelse. Siden trediveårskrigen havde Danmark tabt store områder til Sverige og Tyskland, og efterhånden var landet blev en rent dansksproget nationalstat. I erkendelsen af landets ringe størrelse, skabtes der en bevidsthed om, at fremtiden måtte ligge i neutralitet og indre udvikling baseret på jord og uddannelse.
Økonomien var baseret på eksport af landbrugsprodukter. Op til midten af århundredet var det især salg af korn, men derefter blev det i stigende grad animalske varer: smør og svinekød. Landbruget organiserede forarbejdningen af råvarerne gennem andelsbevægelsen, og de nye mejerier, slagterier, sparekasser og brugsforeninger bidrog til en hastig overgang fra selvforsyning til pengeøkonomi. Landbrugets udvikling gavnede byerhvervene, og i løbet af 1870'erne indledtes industrialiseringen af Danmark med en vandring af arbejdere fra land til by.
I løbet af den sidste halvdel af det 19. århundrede vandt bønderne øget indflydelse i Folketinget. Forfatningen krævede ikke, at regeringen ikke måtte have et flertal mod sig (parlamentarisme), og i lang tid støttede kongen en alliance af storborgerskab og godsejere, der nægtede at afgive magten. Ved systemskiftet i 1901 lykkedes det en koalition af bønder, husmænd og akademikere at overtage regeringsmagten. Herefter har alle regeringer siddet, "så længe der ikke er konstateret et flertal imod" dem.

#### Danmarks ekspansion efter 1864
Historien om Danmarks ekspansion efter 1864 er historien om det moderne gennembrud og om de store omvæltninger hele landet blev udsat for efter nederlaget til Preussen og Østrig-Ungarn i 1864, og om hvordan det vi i dag forstår som Danmark blev grundlagt. Ekspansion skal i denne sammenhæng forstås bredt, altså også som økonomisk og kulturel ekspansion. Krigen førte udover territorialtab også til en stærk strømning for national samling, som blev udtrykt gennem mottoet: Hvad udad tabes, skal indad vindes!. Hovedmålet for denne strømning var genrejsning i forskellig forstand, f.eks. revanche for nederlaget i 1864 eller en åndelig mobilisering af det danske folk, den kom til udtryk i nye foreninger, højskoler eller erhvervsselskaber.
Nederlaget i 1864 satte sig dybe spor i danskernes bevidsthed, Herman Bang kaldte den generelle pessimistiske stemning for ”sårfeberen efter Dybbøl” i sin roman ”Tine”. Nederlaget markerede også indledningen til et generationsopgør mellem nationalromantikerne og dem som var født efter 1840, da romantikkens politiske idealisme blev anset for at være hovedårsagen til krigen. Nederlaget havde dog også sine positive sider, da det førte til en højere grad af sammenhold og samhørighed i den danske befolkning, og fælles vilje til at rejse sig igen.
Danmark var efter tabet af Slesvig og Holsten nu blevet reduceret til en småstat, men det medførte ikke en økonomisk nedtur, da hertugdømmerne længe økonomisk og kulturelt havde været adskilt fra resten af Danmark. For statsadministrationen var afståelsen ligefrem en lettelse, da den tysk-danske dobbeltadministration nu kunne nedlægges. Derudover modtog Danmark en økonomisk kompensation for sine afståelser, mens både landbrug og industri oplevede stor økonomisk vækst. For industrien betød krigen tilmed at konkurrencen fra den holstenske industri blev reduceret, da toldbeskyttelsen forsvandt, resultatet blev at mens den danske industri ekspanderede oplevede hertugdømmerne stagnation, da de nu skulle konkurrere internt i Tyskland med især Rhinlandet. Samtidigt blev også Hamborgs indflydelse på dansk økonomi reduceret, og dansk eksport til England blev forøget.
Udenrigspolitisk måtte fokus flyttes fra en aktiv til en passiv politik af frygt for at Danmark helt skulle forsvinde som selvstændig stat. Håbet om revanche levede stadig hos flere, men kursen for den danske udenrigspolitik var blevet lagt i mange, mange år ud i fremtiden.
Efter 1864 var territoriel ekspansion og international hæder reelt udelukket for Danmark, og i stedet blev blikket rettet indad. Danmarks riges historie blev nu til nationalstatens historie, landsdelene kom til at hænge bedre sammen, Jylland blev i højere grad integreret sammen med Øerne, efter at især Hamborgs og Holstens indflydelse svandt ind til fordel for København.
Resultatet blev at Danmark kom til at hænge sammen både teknisk og mentalt, flere fik del i magten. Hele århundredet går med en stadig kamp om magtfordelingen. Samfundet bevægede sig fra et bondesamfund med en overvejende naturalieøkonomi til et samfund mere baseret på pengeøkonomi. Sidste halvdel af 1800-tallet var også de lavere klassers gennembrud, specielt gårdmændene fik en langt større indflydelse efter borgerskabet havde fået deres med demokratiets indførelse; nu var de gamle autoritære bånd blevet løsnet og nye forbindelser og samfundsstrukturer begyndte at opstå.

#### Omvæltninger på landet
Der var uro på landet, både økonomisk og socialt, det gamle bondesamfund forsvandt hurtigt, men økonomisk set var århundredet én lang ekspansion, i Danmark mærkede man en stigende efterspørgsel på korn fra England, kornsalget gav gårdejerne en betragtelig indtjening og med den kunne driften rationaliseres og ny teknologi indføres. Med de øgede ressourcer blev bønderne bedre uddannede, de organiserede sig i en førhen uhørt grad, de krævede efterhånden også mere politisk indflydelse, og efter 1900 blev de den toneangivende klasse. Samtidig undergik landbruget en stor omlægning fra vegetabilsk til animalsk produktion, det var en langsom proces, som kulminerede efter i 1860'erne.
Socialt skete der også store forandringer, og byens og landdistrikterne befolkningen kom til at ligne hinanden mere og mere mod periodens slutning. Der var store bevægelser i befolkningen, mange flyttede ind til byerne eller emigrerede til udlandet, desuden var der også en indvandring til Danmark fra nabolandene Sverige og Polen.
Omkring 1870 blev landbefolkningen stadigvæk anset for at være uvidende og underudviklet af de toneangivende kredse i byerne, så politisk ligeberettigelse kunne der ikke blive tale om, men allerede efter 1900 havde den jævne gårdmand arbejdet sig ud af almuestanden vha. skole, højskole, politisk virksomhed, aviser og andelsbevægelsen, den nye økonomiske situation havde skabt en ny type bonde og gjort gårdejerne til en samfundsbærende klasse.
Andelsmejeriet var en ny organiseringsform, men den byggede på udviklingen i hele århundredet, både teknologisk og samfundsmæssigt. Det afgørende for landbruget var dets stilling som eksporterhverv da det var afhængigt af et ydre marked med en derpå følgende afhængighed af konjunkturerne på verdensmarkedet. I 1870’erne kastedes markedet ud i en krise da kornpriserne faldt drastisk, bl.a. på grund af øget produktion i USA og forbedrede transport muligheder over Atlanten, som betød at Europa oversvømmedes af korn. Reaktionerne på krisen var forskellig, i Danmark gik man fra eksport af korn til eksport af forædlede animalske produkter.

#### Nationalisme og demokrati
En af de vigtigste strømninger i Europa i det 19. årh. var modernismen, som var troen på, at samfundet udviklede sig mod et højere mål og at denne udvikling kunne karakteriseres som fremskridtet for den menneskelige civilisation. Måleenheden for udvikling var materialistisk og moralsk: man kunne se den direkte afspejlet i et samfunds teknologiske stade, opførsel og velstand, ja, selve verdensopfattelsen var blevet materialistisk. Først efter 1. verdenskrig satte en depression ind, da det blev klart, at udvikling ikke nødvendigvis kun førte fremgang og velstand med sig men også krig med en hidtil uset voldsomhed, og en modernitetskritik fik efterhånden overtaget. En anden strømning af stor betydning var nationalismen, der påvirkede udviklingstanken i en retning, så at velstand og udvikling fik et nationalt præg.
Den danske nationalfølelse udvikles i løbet af 19. årh. fra en statspatriotisme, som kom til udtryk ved ikke at karakterisere sig som nationalistisk, med som en diskret og alligevel massiv selvglæde. Den tager patent på folkelighedens positive træk og fremhæver uhøjtidelig omgang og en flad samfundsstruktur. Efter 1864 befandt Danmark sig mentalt på et nulpunkt; krige havde berøvet landet det meste af, hvad det før havde rådet over, og man blev i tvivl, om der var en selvstændig fremtid for Danmark, som nu var et lille land og næsten kun beboet af danskere. Reelt kendetegnedes perioden mellem 1864 og 1914 dog af en kraftig økonomisk vækst. Denne vækst, ikke mindst indenfor landbruget, og den udvikledes i den nationale selvbevidsthed til myten om, hvorledes et lille folk genrejser sig selv; det nationale selvværd genopbyggedes vha. økonomisk vækst, og selv for store erhvervsfolk som I. C. Jacobsen og C. F. Tietgen var deres virksomhed et nationalt projekt. Ligeledes fik andelsbevægelsen et nationalt præg og blev et symbol på den danske bondes foretagsomhed og dynamik, og den blev fremhævet som det særligt danske eksempel, selv om der i de tabte hertugdømmer foregik en tilsvarende udvikling i landbruget.
Perioden i Danmark efter 1900 var stærkt præget af en organisering af samfundet, hvor borgerne organiserede sig i takt med udbygningen af de demokratiske institutioner. Forskellige klasser, erhverv eller andre sociale grupper skabte organisationer, som kunne varetage deres interesser overfor andre grupper og myndighederne. Organisering var et gennemgående træk i alle de europæiske stater, men Danmark var formodentligt det land i Vesteuropa, hvor organiseringen omfattede det forholdsvis største antal borgere.
Disse organisationer havde i Danmark et stærkt ideologisk præg; de dannedes nedefra og varetog ikke kun økonomiske og erhvervsmæssige interesser men mange flere aspekter af folks liv. En stadig større del af den politiske dagsorden blev bestemt af organisationerne, og interne valg og indbyrdes forhandlinger kunne få vidtrækkende betydning for samfundet.

## Opblomstringen af de politiske partier
I maj 1870 fik Danmark en ny regering under ledelse af Ludvig Holstein-Holsteinborg. Regeringen var en blanding af nationalliberale og godsejere, og dens politik var til fordel for de højere klasser. Det skabte røre blandt bønderne, og de tre største venstrepartier Bjørnbakkerne, Det Folkelige Venstre og Det Nationale Venstre sluttede sig under navnet Det forenede Venstre sammen i kampen mod regeringen.
Det forenede Venstre udsendte sit første partiprogram i 1872. Hovedpunktet var indførelsen af en folketingsparlamentarisme, der betød, at regeringen skulle udvælges af Folketingets flertal. Samtidig ville Det forenede Venstres politik i Folketinget stemme mod regeringens finanslov år efter år. I efteråret 1873 lykkedes det at spænde ben for finansloven. Resultatet var et valg.
Det blev Det forenede Venstres modstandere, der løb med sejren. Denne gang blev det med Christen Fonnesbech som konseilspræsident. Venstre modarbejdede også denne regering på alle tænkelige måder. Fonnesbech-regeringen faldt hurtigt, men hans afløser, J.B.S. Estrup, lod sig ikke irritere af Venstres oppositionspolitik. Estrup blev i 1875 udnævnt til konceilspræsident og besad en næsten enevældig magtposition i dansk politik til 1894.
Bønderne var ikke den enestre gruppe, der var utilfreds med de højreorienterede regeringer. Arbejderne var heller ikke begejstrede, men de magtede ikke at organisere sig. Det ændrede sig, da Pariserkommunen opstod i Frankrig i 1871. Pludselig opstod der socialistiske tendenser blandt arbejderne. En postarbejder ved navn Louis Pio begyndte i 1871 at udsende Socialistiske Blade (det senere Socialisten). Senere på året blev Pio ophavsmand til stiftelsen af Den Internationale Arbejderforening for Danmark, og han begyndte at agitere voldsomt for, at arbejderne skulle sympatistejke med murersvendende, der strejkede for at få afskaffet arbejdstimen kl. 18-19.
Pio havde ingen strejkekasse, og da det truede med at underminere strejken, indkaldte han til et møde på Fælleden den 5. maj 1872. Myndighederne frygtede, at mødet ville udvikle sig til en dansk version af Pariserkommunen. Derfor blev Pio og to andre ledende socialister, Harald Brix og Paul Geleff arresteret den 4. maj om aftenen. Arbejderne mødte alligevel op på Fælleden. Det førte til et voldsomt sammenstød med politiet.
Pio, Brix og Geleff blev alle idømt forbedringshusstraffe, men blev løsladt efter få år. Efter sin løsladelse i 1875 blev Pio først fagforeningsleder, og året efter var han med til at stifte Socialdemokratiet. Pio blev valgt som leder af partiet, men på grund af kritik af ledelsesstilen i partiet, nedlagde Pio i 1877 sit formandskab og emigrerede til USA.
I slutningen af 1870'erne var der således opstået et partisystem i Danmark. Regeringsgrupperne gik i 1881 sammen og kaldte sig Højre. Med indgangen til 1880'erne var der tre store partier i Danmark: Højre, Venstre og Socialdemokratiet.

## Industrialisering

### Mekaniseringen af landbruget
I forbindelse med opdyrkningen af prærien i USA begyndte en stor teknisk forbedring af landbrugsmaskiner. Store kapitaler blev sat ind på det landbrugstekniske udviklingsarbejde. De nye redskaber kom via de store verdensudstillinger og varemesser forbavsende hurtigt til Danmark. De mange jernstøberier var hurtige til at efterligne dem, når de var beskrevet i Landboforeningernes tidsskrifter. Omkring 1870'erne øgedes brugen af mejemaskiner, der kunne trækkes af heste. Et tusindårigt billede af det danske høstlandskab ændrede sig, da de lange rækker af mænd, der mejede med leerne langsomt forsvandt. Priserne for maskinerne var faldende, mens arbejdslønningerne steg, og mange karle og piger forlod landbruget og tog til byerne eller til Amerika.
Industrialiseringens mekanisering var nået ud til landbruget og gjorde markarbejdet væsentligt lettere. Det skete samtidig med at landbruget gik fra at være baseret på kornsalg til animalske produkter. Det var en reaktion på faldende kornpriser i Sverige. Landbruget opbyggede en eksport til England fra Esbjerg med animalske landbrugsprodukter. England var en god aftager, fordi industrialiseringen betød, at de engelske bønder forlod landbrugene til fordel for minerne og byens fabrikker. Med industrialiseringen i England fulgte stigende velstand, der betød øget efterspørgsel. Med øget velstand skifter efterspørgslen fra korn (til brød og grød) til kød og forarbejdede landbrugsprodukter som smør, æg og siden bacon.
Omlægningen af det danske landbrug var imponerende, fordi det var frivilligt og kollektivt. Det skete næsten uden at det offentlige dirigerede eller støttede initiativet. Det er også interessant, fordi det var en spontan dansk reaktion og ikke som størstedelen af tidens store fornyelser forårsaget af en større europæisk bevægelse. Den var virkningen af den danske folkeskoleuddannelse og det politiske-økonomiske samarbejde på lokalt plan i årtierne efter 1850.

## Befolkningen søger mod byerne
Fra midten af det 19. århundrede begyndte en massiv befolkningsvandring fra land til by. Denne tilbøjelighed til at vandre mod byerne kunne spores fra midten af 1840'erne, men tog først rigtig fart mellem 1860 og 1870. Den udvikling fandt sted overalt Europa. Baggrunden for denne folkevandring var liberalismens gennembrud, den industrielle revolution og det stigende fødselsoverskud i alle lande. I 1870 omfattede bybefolkningen 25 % af landets samlede befolkning, og ved folketællingen i 1901 var dette tal steget til 40 %.

## Andelsbevægelsen
Fællesdriftens fordele begyndte at blive indlysende i takt med behovet for anskaffelsen af maskiner til fremstilling af landbrugsprodukter. Den enkelte bonde havde ikke mulighed for at investere i de forbedringer, der skulle til for at fremstille landbrugsprodukter af en kvalitet, der kunne klare den hårde konkurrence på verdensmarkedet. Allerede fra 1860'erne var der eksempler på at gårde, der slog sig sammen, ansatte en mejerist, købte maskiner og dannede et interessent- eller aktieselskab. Hjedding i Vestjylland blev mønster for udviklingens ejerforhold og udbyttedeling, der er det centrale i andelssystemet; på den ene side medlemmernes leveringsforpligtelser – på den anden side udbyttefordelingen, der ofte skete efter den leverede mængde mælk. Hvad angik ledelsen af mejeriet stemte andelshaverne i Hjedding "ikke efter høveder, men efter hoveder". Alle havde én stemme, så rige og fattige bønder havde samme indflydelse i modsætning til aktieselskaber, hvor det er antallet af aktier, der tæller. Demokratiet havde dog sine grænser, og Hjedding-modellen blev ikke gennemført alle steder. Den fik dog alligevel stor betydning for landbrugsudviklingen i Danmark.

## Kvindebevægelsen
Inspireret af den franske revolution udviklede sig kvindebevægelsen, hvor kvindernes ligestilling med mænd blev sat som målet. I Danmark rejstes kvindesagen allerede 1850 af Mathilde Fibiger ved hendes 12 breve af Clara Raphael, og hun støttedes straks af Pouline Worm, som senere skrev romanen: De Fornuftige (1857). Men det var kun som en kamp for den enkelte kvindes personlige selvstændighed og åndelige frigørelse fra autoritets- og sædvanetvang. I 1852 stiftedes Nathalie Zahle’s Skole, som middelbart i høj grad fremmede kvindesagen ved efterhånden at fremkalde en hel omformning af pigebørnenes højere undervisning. Senere fulgte oprettelsen af flere lignende skoler rundt om i landet. Også statsmagten viste sig velvillig over for kvindernes naturlige krav. I 1857 gav 3 samtidige love (dateret 29. december) ugifte kvinder lige myndighed med mænd, søstrene lige arveret med brødrene og kvinderne fuld næringsfrihed, hvad dog i mange år kun blev såre lidet brugt. I 1859 oprettedes en særlig eksamen for lærerinder, hvorefter i årenes løb kvinder i tusindvis fik adgang til lærergerningen i folkeskolen både på land og i by. De fik dog kun deres undervisning i privatseminarier, og først 1892 oprettedes et forskoleseminarium. I 1867 åbnede det ny musikkonservatorium sig straks for kvinder, 1872 oprettedes en egen handelsskole, 1876 en tegneskole, og 1888 oprettede staten en særlig kunstskole for kvinder som vederlag for, at der nægtedes dem adgang til kunstakademiet. Ligeledes holdt folkehøjskolerne (efter Kr. Kolds forbillede, 1863) særskilt sommerskole for unge piger. I 1875 åbnedes der kvinder adgang til universitetet både til studenter og til embedseksaminer (dog først 1905 teologisk), senere også til Polyteknisk Læreanstalt og Landbohøjskolen. Det varede dog længe, inden der gjordes virkelig brug af denne ret, og almenheden så på de kvindelige studenter som på nogle mærkelige særsyn. 1884 var der kun 12 Studenter; inden Aarh.’s Slutning var Tallet steget til 240. Tidligere havde kun enkelte lærde skoler givet pigebørn adgang, og først i 1905 åbnede en lov dem alle. I 1885 kom den første læge, og indtil 1901 kom der 25), desuden blev der fra 1876 uddannet en hel stand af sygeplejersker. Anna Hude var 1893 den første, som tog doktorgraden. I 1880 gav en lov hustruerne fri rådighed over, hvad de selv fortjente ved deres arbejde; den var i sig selv ikke af stor betydning uden som forvarsel for loven af 1899 om hustruens myndighed og formueforhold mellem ægtefæller (med ægtepagt, udvidelse af hustruens særeje, begrænsning af mandens enerådighed over fællesboet og adgang til bodeling). I 1871 stiftedes »Dansk Kvindesamfund«, som siden 1884 med stadigt voksende held virkede for at udbrede kvindesagens ledende tanker og forberede deres virkeliggørelse, men det var først i begyndelsen af 1900-tallet, at kvinder opnåede politisk ligestilling med mænd.

## Systemskiftet og reformer
I 1866 blev grundloven revideret i ikke-demokratisk retning, da Estrup indførte privilegeret valgret til landstinget. Det medførte, at godsejernes og embedsmændenes parti, Højre, fik flertal i landstinget, mens bøndernes repræsentanter i partiet Venstre, fik flertal i Folketinget. Der opstod splittelse om, hvem der skulle danne regering. Venstre mente, at det burde være Folketingets flertal der bestemte, mens Højre overlod det til kongen, som foretrak en højremand.
I over 30 år (1870-1901) lå regeringsmagten hos Højre, hvis frontfigur var statsminister Estrup. Først i 1901 mister Højre flertallet i både folke- og landstinget, og Højre opgav at fastholde magten. Efter dette systemskifte har parlamentarisme været fast skik i Danmark: Ingen regering kan blive siddende, hvis den har et folketingsflertal imod sig.
Systemskiftet og Venstres magtovertagelse i 1901 blev indledningen til en frodig reformperiode. Skatten blev reformeret. Den hidtidige model, hvor statens indtægter udelukkende bestod af jord- og ejendomsskatter suppleret med told og afgifter, blev delvist erstattet med en indkomstskat. Indkomstbeskatningen var i 1903, da reformen blev gennemført, ikke særlig voldsom: de laveste indkomster blev beskattet med 1,5 %, de højeste med 2,5 %. Skattereformen var påkrævet, idet fx de nyrige fabrikanter i de større byer slet ikke betalte skat af deres store indkomster, mens fattige husmænd betalte hartkornsskat af deres lille jordlod.
Venstre gennemførte også en skolereform, som betød, at alle børn skulle gennem en femårig underskole, hvorefter eleverne enten kunne følge en toårig folkeskoleoverbygning, hvilket de fleste gjorde, eller de kunne tage en fireårig mellemskole med eksamen og derefter forlade skolen. Oven på denne kunne de vælge det treårige gymnasium, der var delt i en sproglig og en matematisk linje. Denne linjedeling af gymnasiet holdt i 102 år og blev afskaffet i 2005. Formålet med skolereformen var, at gøre adgangen til de højere uddannelser lettere for børn af middelklassefamilier, men den skulle også sørge for en mere effektiv udnyttelse af samfundets "intelligensressourcer".